# RWJ-51204
RWJ-51204は科学研究に使用される抗不安薬である。ベンゾジアゼピン系薬物と類似の効果を持つが、構造的に異なり、非ベンゾジアゼピン系抗不安薬に分類される。
RWJ-51204はGABAA受容体の非選択的部分作動薬である。低用量で主に抗不安作用を示し、鎮静作用、失調、筋弛緩作用は抗不安作用の有効量の約20倍で現れる。製薬会社ジョンソン・エンド・ジョンソンの研究者によって発見されたが、開発は中止されている。